# Hydrobia
Hydrobia is een geslacht van weekdieren uit de klasse van de Gastropoda (slakken).

## Soorten
- Hydrobia abbreviata (Grateloup, 1827) †
- Hydrobia acheila Brusina, 1902 †
- Hydrobia aciculina (Bourguignat, 1876)
- Hydrobia acuta (Draparnaud, 1805)
- Hydrobia acutecarinata Neumayr in Neumayr & Paul, 1875 †
- Hydrobia aitai Jekelius, 1932 †
- Hydrobia alpha Jekelius, 1944 †
- Hydrobia alutae Jekelius, 1932 †
- Hydrobia andreaei Boettger in Degrange-Touzin, 1892 †
- Hydrobia andrussowi Hilber, 1897 †
- Hydrobia aquitanica Degrange-Touzin, 1892 †
- Hydrobia atropida Brusina, 1892 †
- Hydrobia aturensis Noulet, 1854 †
- Hydrobia aurita Neumayr in Neumayr & Paul, 1875 †
- Hydrobia avisanensis Fontannes, 1877 †
- Hydrobia baltici Brusina, 1902 †
- Hydrobia banatica Jekelius, 1944 †
- Hydrobia barzaviae Jekelius, 1932 †
- Hydrobia bathyomphala Brusina, 1902 †
- Hydrobia bialozurkensis (Du Bois de Montpéreux, 1831) †
- Hydrobia bicristata Simionescu & Barbu, 1940 †
- Hydrobia brusinai Wenz, 1919 †
- Hydrobia caerulescens (Gmelin, 1791) †
- Hydrobia calderoni Royo Gómez, 1922 †
- Hydrobia carinata Gillet & Geissert, 1971 †
- Hydrobia cestasensis Cossmann & Peyrot, 1918 †
- Hydrobia cingulata Capellini, 1880 †
- Hydrobia cubillensis (Almera & Bofill y Poch, 1895) †
- Hydrobia detracta Jekelius, 1944 †
- Hydrobia ditropida Brusina, 1892 †
- Hydrobia djerbaensis Wilke, Pfenninger & Davis, 2002
- Hydrobia dollfusi Wenz, 1913 †
- Hydrobia draparnaldii (Nyst, 1836) †
- Hydrobia dubuissoni (Bouillet, 1834) †
- Hydrobia effusa (Frauenfeld in Hörnes, 1856) †
- Hydrobia enikalensis Kolesnikov, 1935 †
- Hydrobia euryomphala (Bourguignat, 1876)
- Hydrobia falsani (Fontannes, 1876) †
- Hydrobia fischeri (Hermite, 1879) †
- Hydrobia fraasi (Blanckenhorn, 1897) †
- Hydrobia frauenfeldi (Hörnes, 1856) †
- Hydrobia friedbergi Simionescu & Barbu, 1940 †
- Hydrobia gibba (Braun in Walchner, 1851) †
- Hydrobia girondica Boettger in Degrange-Touzin, 1892 †
- Hydrobia glaucovirens (Melvill & Ponsonby, 1896)
- Hydrobia glyca (Servain, 1880)
- Hydrobia gracilis (Rolle, 1860) †
- Hydrobia grandis Cobălcescu, 1883 †
- Hydrobia gregaria (Schlotheim, 1820) †
- Hydrobia hermitei Wenz, 1919 †
- Hydrobia hoernesi Friedberg, 1923 †
- Hydrobia inflata (Pusch, 1837) †
- Hydrobia knysnaensis (Krauss, 1848)
- Hydrobia kubanica Zhizhchenko, 1936 †
- Hydrobia lactea (Küster, 1852)
- Hydrobia limnicola (Rolle, 1860) †
- Hydrobia lineata Jekelius, 1944 †
- Hydrobia longaeva Neumayr in Neumayr & Paul, 1875 †
- Hydrobia metochiana Pavlović, 1932 †
- Hydrobia minutissima (Grateloup, 1838) †
- Hydrobia moesiacensis Jekelius, 1944 †
- Hydrobia morasensis Fontannes, 1883 †
- Hydrobia morgani Morgan, 1920 †
- Hydrobia mucronata Jekelius, 1944 †
- Hydrobia nannacus Kadolsky, 2008 †
- Hydrobia obtusa (Sandberger, 1858) †
- Hydrobia onuri Taner, 1974 †
- Hydrobia paludinaria (Schlotheim, 1820) †
- Hydrobia peregrina Boettger, 1901 †
- Hydrobia pisana Wenz, 1924 †
- Hydrobia planata (Du Bois de Montpéreux, 1831) †
- Hydrobia podolica Łomnicki, 1886 †
- Hydrobia politioanei Jekelius, 1944 †
- Hydrobia polytropida Brusina, 1892 †
- Hydrobia pontilitoris Wenz, 1942 †
- Hydrobia procera (Mayer, 1864) †
- Hydrobia protracta (Eichwald, 1853) †
- Hydrobia pseudocaspia Sinzov in Davitashvili, 1932 †
- Hydrobia pseudocornea Brusina, 1902 †
- Hydrobia punctum (Eichwald, 1853) †
- Hydrobia pupa (Sacco, 1895) †
- Hydrobia pupula Brusina, 1874 †
- Hydrobia radmanyestensis Wenz, 1925 †
- Hydrobia reinachi Boettger in Reinach, 1894 †
- Hydrobia rhodiensis Tournouër in Fischer, 1877 †
- Hydrobia romani Royo Gómez, 1922 †
- Hydrobia rossii Brusina, 1878 †
- Hydrobia royoi Robles & Goy, 1972 †
- Hydrobia sacyi Cossmann & Peyrot, 1918 †
- Hydrobia santrici Pavlović, 1935 †
- Hydrobia schlosseri Royo Gómez, 1928 †
- Hydrobia semiconvexa Sandberger, 1875 †
- Hydrobia septemlineata Łomnicki, 1886 †
- Hydrobia simplex (Fuchs, 1877) †
- Hydrobia sinjana Brusina, 1897 †
- Hydrobia soceni Jekelius, 1944 †
- Hydrobia spicula Stefanescu, 1896 †
- Hydrobia stavropoliana Zhizhchenko, 1936 †
- Hydrobia striatella (Grateloup, 1838) †
- Hydrobia subconoidalis Morgan, 1920 †
- Hydrobia subprotracta Zhizhchenko, 1936 †
- Hydrobia substriatula Sinzov, 1880 †
- Hydrobia subsuturata Jekelius, 1944 †
- Hydrobia subventrosa Gottschick, 1921 †
- Hydrobia sulculata Sandberger, 1875 †
- Hydrobia syrmica Neumayr in Neumayr & Paul, 1875 †
- Hydrobia tarchanensis Zhizhchenko, 1936 †
- Hydrobia timisiensis Jekelius, 1944 †
- Hydrobia tournoueri Sandberger, 1875 †
- Hydrobia trochulus Sandberger, 1875 †
- Hydrobia turrita (Grateloup, 1827) †
- Hydrobia uiratamensis Kolesnikov, 1935 †
- Hydrobia vitrella Stefanescu, 1896 †